# 胡森 (明朝)
胡森（1493年—1564），字秀夫，號未齋。浙江金華府湯溪縣人。明朝政治人物。

## 生平
正德十一年（1516年）丙子科浙江鄉試第七十二名舉人，正德十六年（1521年）辛巳科二甲進士。授南京刑部主事，歷任刑部員外郎、吏部文选司郎中，嘉靖八年（1529年）十一月升南京太常寺少卿，十二年九月改提督四夷馆太常寺少卿，丁忧。服阕，十八年十一月復除南京鴻臚寺卿。後韜養自晦優遊林下者凡二十餘年、嘉靖四十三年（1564年）卒。

## 家族
曾祖胡周；祖胡鑑；父胡漢；母王氏。具慶下。弟樟；橡；桓。

## 胡森墳塋
胡森的墳塋至今仍在，位於浙江金華的九峰山附近。以守墳的制度世代相承400多年。至今的守墳人為80歲左右老翁胡如英先生。

## 參閱
- 會同四譯館
- 應廷育

## 外部連結
- 南京鸿胪寺卿胡公森墓志铭（应廷育） （页面存档备份，存于）
- 提督四夷館 （页面存档备份，存于）